# عمار نجار
عمار نجار (من مواليد 24 فبراير 1989) هو ضابط في البحرية الأمريكية ومسؤول سابق في وزارة العمل الأمريكية. كان عمار نجار مرشحًا لمجلس النواب الأمريكي مرتين. حصل على 48.3 في المائة من الأصوات في انتخابات عام 2018 ضد المرشح الحالي دنكان دي هنتر. خسر نجار مرة أخرى في حملة عام 2020 لتمثيل الدائرة الكونجرسية الخمسين في كاليفورنيا، والتي شملت الأجزاء الشمالية الشرقية من مقاطعة سان دييغو، وقسمًا صغيرًا من مقاطعة ريفرسايد. في عام 2022، ترشح دون جدوى لمنصب عمدة مدينة تشولا فيستا، كاليفورنيا. في عام 2023، أدى اليمين كضابط في البحرية الأمريكية.

## حياته العلمية
وُلِد عمار ياسر نجار في لا ميسا، كاليفورنيا، ونشأ في جامول وتشولا فيستا، كاليفورنيا. والده ياسر النجار فلسطيني، ووالدته أبيجيل كامبا مكسيكية أمريكية. في عام 1997، عندما كان عمره ثماني سنوات، انتقل هو وعائلته إلى قطاع غزة. في عام 1998، التحق بمدرسة كاثوليكية في قطاع غزة. بعد أن عاش في غزة لمدة أربع سنوات، انتقل هو وأمه وشقيقه إلى مقاطعة سان دييغو. نشأ عمار في أمريكا ما بعد أحداث الحادي عشر من سبتمبر، وشعر بأنه ليس "عربيًا بما يكفي في غزة، ولا لاتينيًا بما يكفي في الحي، ولا أمريكيًا بما يكفي في بلدي". وتساءل عمار عما إذا كانت أمريكا ستقبل شخصًا من أصول متنوعة، قائلًا في صحيفة لوس أنجلوس تايمز : "في عام 2008، قالت البلاد: نعم، نستطيع، وانتخبت هذا الرجل النحيف الأسمر ذي الاسم الطريف. لقد ألهمني ذلك حقًا".
عندما كان عمره 15 عامًا، عمل كعامل نظافة لمساعدة والدته العزباء في دفع الفواتير. أثناء دراسته في المدرسة الثانوية، تحول عمار نجار من الإسلام إلى المسيحية. يعتبر نفسه لاتينيًا وعربيًا أمريكيًا، ويتحدث الإنجليزية والإسبانية والعربية بطلاقة.
التحق بكلية المجتمع في كلية ساوث ويسترن، وحصل على درجة البكالوريوس المزدوجة في الفلسفة وعلم النفس من جامعة ولاية سان دييغو.

## عائلته
والد عمار نجار هو ياسر نجار وهو فلسطيني ووالدته أبيجيل كامبا هي مكسيكية أمريكية. والدته كاثوليكية متدينة. بعد مقتل أجداد عمار نجار من جهة الأب على يد قوات الكوماندوز الإسرائيلية بسبب تورط جده أبو نجار - مؤسس وزعيم حركة فتح  - في أحداث أيلول الأسود والدور المزعوم في مذبحة ميونيخ عام 1972، أرسل الملك الحسن الثاني ملك المغرب ياسر النجار وإخوته إلى القاهرة. انفصل الأشقاء على مدى السنوات التالية، حيث ذهب ياسر إلى المدرسة في إنجلترا قبل الهجرة إلى الولايات المتحدة والحصول على الجنسية الأمريكية. انتقل إلى سان دييغو في عام 1981 وحصل على ماجستير إدارة الأعمال من جامعة ولاية سان دييغو. نشأت أبيجيل كامبا في حي لوغان هايتس في سان دييغو، وتزوجت هي وياسر في ثمانينيات القرن العشرين. في عام 1994، سافر ياسر إلى غزة للعمل مع السلطة الوطنية الفلسطينية الشرعية حديثًا واستكشاف جذور عائلته. أثناء عمله في السلطة الوطنية الفلسطينية، كان يُنظر إليه باعتباره معتدلاً ويدعو إلى السلام. وفي السنوات الأخيرة من حياته، أصبح ياسر النجار من أبرز المنتقدين الداخليين للمتشددين الفلسطينيين. خلال فترة وجوده في غزة حاول مواجهة النفوذ المتزايد لحركة حماس.
كان جده ، محمد يوسف النجار، المعروف بـ"أبو يوسف"، موضع جدل كبير. في عام 1965، أثناء عمله في الكويت، أسس أبو يوسف حركة فتح مع ياسر عرفات وعدد من الفلسطينيين المنفيين الآخرين. كان يُعتقد منذ فترة طويلة أنه كان مرتبطًا بعملية ميونيخ. وكان من بين المستهدفين في عمليات الاغتيال التي نفذتها الموساد بعد عملية ميونيخ . في 9 أبريل 1973، قُتل النجار وزوجته في شقتهما في بيروت، لبنان، في غارة إسرائيلية على لبنان. وقع الهجوم بينما كان أطفالهم في المنزل. كان فريق الكوماندوز الإسرائيلي بقيادة رئيس الوزراء المستقبلي إيهود باراك. التقى عمار نجار وباراك في واشنطن العاصمة في أكتوبر 2019.
في فبراير 2018، نشر رونين بيرجمان كتابًا بعنوان " انهض واقتل أولاً" ، يتحدى الافتراض التاريخي القائل بأن المستهدفين في عملية غضب الله كانوا في الواقع وراء عملية ميونيخ. في عام 2019، ردًا على هذه المعلومات الجديدة، سحب عمار نجار بعض الإدانات التي وجهها إلى جده.

## حياته المهنية
عمل عمار نجار نائبًا لمدير الميدان الإقليمي في حملة باراك أوباما الرئاسية لعام 2012. خلال إدارة أوباما، كان عمار نجار متدربًا في البيت الأبيض وعمل في مكتب الشؤون العامة التابع لوزارة العمل لإدارة التوظيف والتدريب. كمتدرب في البيت الأبيض، كانت مسؤولياته الكتابية تشمل قراءة الرسائل التي كان الرئيس أوباما يقرأها كل يوم والمساعدة في اختيارها.
كما عمل في التجارة الأمريكية الإسبانية كمدير للاتصالات والتسويق. بصفته هذه، استعد لإجراء مقابلة مع المرشح آنذاك دونالد ترامب ، الذي انسحب في النهاية من الحدث المقرر، على الرغم من أنه أخبر جيرالدو ريفيرا في مقابلة سابقة أنه سيحض. بعد الانتخابات، نشرت قناة إن بي سي نيوز وصحيفة سان دييغو يونيون تريبيون مقالته الرأي، مع نسخة مختلفة قليلاً نشرتها صحيفة واشنطن بوست بعد بضعة أيام، معربًا عن إيمانه بأمريكا على الرغم من انتخاب ترامب. دعونا لا نبحث عن الراحة في فخاخ تطبيع القرار الذي اتخذه نصف أمريكا أو شيطنته. علينا أن نفعل ما هو صعب، وما هو ضروري، وما هو صحيح.
في عام 2017، نشرت صحيفة ذا هيل مقال رأي آخر لكامبا نجار حيث دعا إلى تعزيز التدقيق وتمكين المسلمين المعتدلين للمساعدة في إنهاء الإرهاب. لقد دعا إلى برامج التدريب المهني التي تدفع للناس مقابل ما يتعلمونه، على سبيل المثال مبادرة التدريب المهني المسجل، والتي تحظى بدعم من الحزبين.

## الحملة الانتخابية للكونغرس لعام 2018
استشهد عمار نجار بالدعوة إلى الخدمة في خطاب الوداع الذي ألقاه باراك أوباما باعتبارها مصدر إلهام للترشح للكونجرس. يدعم نجار التطورات المستدامة بيئيًا، بما في ذلك مزارع الطاقة الشمسية. ودعا إلى تسجيل الشباب للتصويت، وخاصة أولئك الذين سيبلغون 18 عامًا بحلول عام 2018، لأنهم سيكونون على الجانب المتلقي لتغير المناخ ومستويات المديونية المتزايدة. كانت قضيته المحلية الرئيسية هي تدريب الأميركيين على شغل الوظائف الشاغرة، وكانت قضيته الدولية الرئيسية هي الصراع الإسرائيلي الفلسطيني، وقد عارض اقتراح ترامب ببناء جدار مع المكسيك وحظر السفر. أشار إلى عدم المساواة الاقتصادية باعتبارها القضية الرئيسية التي تواجه كاليفورنيا، "بخلاف الجفاف الشديد والحرائق ". كانت المنطقة التي ترشح فيها لمنصبه تضم حوالي 35% من الناخبين من أصل لاتيني و15% من الناخبين من أصل شرق أوسطي.
في 2 فبراير 2018، ذكرت صحيفة سان دييغو يونيون تريبيون أن عمار نجار قد تفوق في جمع التبرعات على كل من الجمهوري الحالي، دنكان دي هنتر، ومنافسه الديمقراطي، جوش بوتنر. في 5 يونيو 2018، حصل نجار على المركز الثاني في الانتخابات التمهيدية غير الحزبية، وحصل على فرصة للتنافس ضد هانتر في نوفمبر. اعتبر نجار أن الدعم الذي قدمته ثورتنا كان عاملاً مهماً في تحقيق النصر في الانتخابات التمهيدية. أيدت صحيفة يونيون تريبيون ترشيح عمار نجار، مشيرة إلى "جنون" هانتر الحالي.
خسر عمار نجار انتخابات عام 2018 بنسبة 48.3% من الأصوات مقابل 51.7% لهانتر.

### جدل الحملة الانتخابية
خلال المسابقة، أطلقت حملة هانتر إعلانًا زعمت فيه أن عمار نجار حصل على دعم من مجلس العلاقات الأمريكية الإسلامية وجماعة الإخوان المسلمين. وجدت بوليتيفاكت أن هذا الادعاء كاذب. في أكتوبر 2018، هاجم دنكان إل. هنتر، والد دنكان دي. هنتر، عمار نجار باعتباره خطرًا أمنيًا.
حظي ترشيح نجار في عام 2018 باهتمام دولي بسبب مزاعم تورط جده في عملية ميونيخ. واعترف وأدان الجرائم المزعومة التي ارتكبها جده، الذي توفي قبل 16 عامًا من ولادته.
حصلت حملة عمار نجار على قدر كبير من التغطية الإعلامية عقب توجيه الاتهام إلى خصمه بسرقة أموال الحملة للاستخدام الشخصي. لقد أعطت فضيحة هانتر دفعة قوية لحملته. ولم يلوم نجار التعصب على هزيمته.

## الحملة الانتخابية للكونغرس لعام 2020
في عام 2019، أعلن نجار أنه سيترشح لنفس المقعد مرة أخرى في عام 2020. أعلن ترشحه على تويتر بعد يوم واحد من تقديم أوراقه إلى لجنة الانتخابات الفيدرالية. وصرح بأن حملته الانتخابية لعام 2020 سترتكز على منصتين هما الأمن الاقتصادي والأمن القومي. وقال نجار إنه سيبذل خلال الانتخابات جهودًا أكثر تكثيفًا للوصول إلى الناخبين المحافظين، وخاصة المحاربين القدامى.
تم وصفه في البداية بأنه تقدمي خلال حملته الانتخابية عام 2018، ثم تراجع نجار عن دعمه للرعاية الطبية للجميع والصفقة الخضراء الجديدة، واصفًا الأخيرة بأنها "غير عملية". في أكتوبر 2020، نشر أحد مقدمي البرامج الصوتية لقطات شاشة تزعم أنها تُظهر نجار وهو يحدد هويته كديمقراطي من الحزب الأزرق كان ينوي أن يصبح مستقلاً إذا تم انتخابه في عام 2020.
ظهر عمارنجار في مقابلة إذاعية مع مؤسس منظمة Defend East County، جاستن هاسكينز. وقال في المقابلة إنه من المرجح أن يدعم تعيين القاضية إيمي كوني باريت في المحكمة العليا الأميركية، وإذا انتخب فسوف يفكر في التحقيق مع باراك أوباما وهيلاري كلينتون. كما كرر المواقف التي سبق أن اتخذها لدعم جدار دونالد ترامب الحدودي وضد محاكمته.
بموجب قواعد الانتخابات في كاليفورنيا، واجه المرشحان الحاصلان على أعلى عدد من الأصوات في الانتخابات التمهيدية التي جرت في الثالث من مارس/آذار 2020، بغض النظر عن انتمائهما الحزبي، بعضهما البعض في الانتخابات العامة. حصل عمار نجار على المركز الأول في الانتخابات التمهيدية، وواجه جولة الإعادة في نوفمبر ضد عضو الكونجرس الجمهوري السابق داريل عيسى. تشير استطلاعات الرأي إلى انتخابات تنافسية في الدائرة الخمسين، والتي وصفتها صحيفة يونيون تريبيون بأنها "منافسة إحصائية".
في 25 أكتوبر 2020، ذكرت صحيفة يونيون تريبيون أن عيسى قد تفوق على كامبا نجار في جمع المال. وقد أيدت الصحيفة كامبا نجار، ووصفته بأنه "نسمة من الهواء النقي"، على النقيض من النائب عيسى الذي شغل منصبًا طويل الأمد في الكونجرس والذي "كان يقول أشياء مهينة". خسر كامبا نجار في النهاية أمام عيسى.

## حملة انتخاب عمدة المدينة لعام 2022
في عام 2022، ترشح عمار نجار دون جدوى لمنصب عمدة مدينة تشولا فيستا، كاليفورنيا - وهي مدينة تقع في منطقة خليج ساوث بمقاطعة سان دييغو والتي تقع خارج الدائرة الانتخابية التي ادعى إقامته فيها سابقًا. في الانتخابات التمهيدية التي جرت في يونيو/حزيران، حصل نجار على 22.56% من الأصوات، مما مكنه من التقدم إلى الانتخابات العامة. وكان خصمه هو جون ماكان، عضو مجلس المدينة. تم انتخاب ماكان رئيسًا للبلدية بنسبة 52% من الأصوات مقابل 48% لنجار.

## ضابط بحري
في 31 أغسطس/آب 2023، أدى عمار نجار اليمين الدستورية كضابط في البحرية الأمريكية ، ووصفها بأنها "أعظم لحظة فخر له". أدى اليمين الدستورية على متن السفينة الحربية يو إس إس ميدواي (التي أصبحت الآن متحفًا)، والتي وصفها بأنها سريالية لأنه في نفس الموقع في عام 2018، عقد دنكان دي هنتر مؤتمرًا صحفيًا وشن هجمات عنصرية ضد نجار.